# 加登川幸太郎
加登川 幸太郎（かとがわ こうたろう、1909年（明治42年）7月7日 - 1997年（平成9年）2月12日）は、日本の陸軍軍人、戦史研究家。最終階級は陸軍中佐。

## 経歴
北海道上川郡当麻町出身。屯田兵・農業、加登川春吉の長男として生まれる。旭川中学校（現北海道旭川東高等学校）を経て、1930年（昭和5年）7月、陸軍士官学校（42期）218名中を皇王族（恒德王・李鍵公）を除いて9番の成績で卒業し、同年10月、歩兵少尉に任官し歩兵第25連隊付となる。1938年（昭和13年）5月、陸軍大学校（50期）卒業後、戦車学校教官に就任した。
その後、北支那方面軍参謀を務め、太平洋戦争時には陸軍省軍務局軍事課員（予算班）、第2方面軍、第35軍、第13軍参謀としてニューギニアの戦い、レイテ島、インドシナ、中国を転戦し中佐で敗戦をむかえる。1946年（昭和21年）7月に復員した。
1947年から1950年までGHQ戦史課に勤務し、その後1952年から1967年まで日本テレビに勤務し編成局長。並行して戦史研究家として著作に取り組む。主な著作に帝国陸軍機甲部隊、戦車、三八式歩兵銃やサンケイ出版の『第二次世界大戦シリーズ』やドイツ装甲師団とグデーリアンなど特に機甲部隊に関係する著書や訳書を数多く遺した。日本戦車の父といわれる原乙未生や海上護衛総司令部の大井篤とも交友があり、日本の戦車の運用方法に疑問を持っていたとされている。

## 著書

### 単著
- 『帝国陸軍機甲部隊』白金書房、1974年。
  - 『帝国陸軍機甲部隊 増訂版』原書房、1981年8月。
  - 『帝国陸軍機甲部隊 増補改訂』ちくま学芸文庫、2023年3月。ISBN 978-4-480-51169-0
- 『三八式歩兵銃 日本陸軍の七十五年』白金書房、1975年。
  - 改訂版『三八式歩兵銃 日本陸軍の七十五年』筑摩書房〈ちくま学芸文庫〉、2021年3月。ISBN 978-4-480-51039-6。Kindle版もある
- 『戦車 理論と兵器』圭文社、1977年。
  - 『戦車の歴史　理論と兵器』角川ソフィア文庫、2022年6月。ISBN 978-4-04-400681-5
- 『名将 児玉源太郎』日本工業新聞社、1982年11月。ISBN 4-8191-0544-2。
- 『児玉源太郎にみる 大胆な人の使い方・仕え方 動かされながら人を動かす知恵』日新報道、1985年6月。
- 『ドイツ装甲師団』朝日ソノラマ〈ソノラマ文庫 新戦史シリーズ〉、1990年6月。ISBN 4-257-17227-4。
- 『ドイツ装甲師団 続』朝日ソノラマ〈ソノラマ文庫 新戦史シリーズ〉、1991年10月。ISBN 4-257-17243-6。
- 編『日本陸軍機械化部隊総覧』新人物往来社〈別冊歴史読本 特別増刊〉、1991年。
- 『陸軍の反省 上』文京出版、1996年1月。ISBN 4-938893-02-9。
- 『陸軍の反省 下』文京出版、1996年3月。ISBN 4-938893-03-7。

### 翻訳
- マーティン・ケイディン『零戦』サンケイ新聞社出版局〈第二次世界大戦ブックス3〉、1971年。
  - 『零戦』サンケイ出版〈第二次世界大戦文庫〉、1984年12月。ISBN 4-383-02353-3。
  - 『零式艦上戦闘機 日本海軍の栄光』並木書房〈第2次大戦兵器ブックス〉、2000年1月。ISBN 4-89063-118-6。戸髙一成監修
- カール・バーガー『B29 日本本土の大爆撃』中野五郎 共訳、サンケイ新聞社出版局〈第二次世界大戦ブックス4〉、1971年。
  - 『B-29』サンケイ出版〈第二次世界大戦文庫〉、1985年8月。ISBN 4-383-02406-8。
- ビーニス・フランク『沖縄 陸・海・空の血戦』サンケイ新聞社出版局〈第二次世界大戦ブックス10〉、1971年。
  - 『沖縄』サンケイ出版〈第二次世界大戦文庫〉、1985年8月。ISBN 4-383-02410-6。
- ケネス・マクセイ『ドイツ機甲師団 電撃戦の立役者』サンケイ新聞社出版局〈第二次世界大戦ブックス15〉、1971年。
  - 『ドイツ機甲師団』サンケイ出版〈第二次世界大戦文庫〉、1985年2月。ISBN 4-383-02364-9。
  - 『ドイツ装甲師団 電撃戦の立役者』並木書房〈第2次大戦兵器ブックス〉、2000年12月。ISBN 4-89063-130-5。大木毅監修
- ジェフレー・ジュークス『スターリングラード ヒトラー野望に崩る』サンケイ新聞社出版局〈第二次世界大戦ブックス17〉、1971年。ISBN 4-383-01140-3。
  - ジェフレイ・ジュークス『スターリングラード』サンケイ出版〈第二次世界大戦文庫〉、1986年4月。ISBN 4-383-02463-7。
- ケネス・マクセイ『ロンメル戦車軍団 砂漠の狐』サンケイ新聞社出版局〈第二次世界大戦ブックス18〉、1971年。
  - 『ロンメル戦車軍団』サンケイ出版〈第二次世界大戦文庫〉、1984年。ISBN 4-383-02355-X。
- ジェフレー・ジュークス『クルスク大戦車戦 独ソ精鋭史上最大の激突』サンケイ新聞社出版局〈第二次世界大戦ブックス34〉、1972年。ISBN 4-383-01164-0。
  - ジェフレイ・ジュークス『クルスク大戦車戦』サンケイ出版〈第二次世界大戦文庫〉、1985年3月。ISBN 4-383-02371-1。
  - ジェフレー・ジュークス『独ソ大戦車戦 クルスク・史上最大の激突』光人社〈光人社NF文庫〉、1999年1月。ISBN 4-7698-2219-7。
- アール・F・ジームキー『ベルリンの戦い 総統ヒトラー廃墟に死す』サンケイ新聞社出版局〈第二次世界大戦ブックス42〉、1972年。ISBN 4-383-01527-1。
- ジェフレー・ジュークス『モスクワ攻防戦 ドイツ軍クレムリンに迫る』サンケイ新聞社出版局〈第二次世界大戦ブックス44〉、1972年。
- ダグラス・オージル『無敵！Ｔ34戦車 ソ連軍大反攻に転ず』サンケイ新聞社出版局〈第二次世界大戦ブックス47〉、1973年。
  - 『無敵！Ｔ34戦車』サンケイ出版〈第二次世界大戦文庫〉、1985年6月。ISBN 4-383-02392-4。
- ケネス・マクセイ『ドイツ装甲師団とグデーリアン』圭文社、1977年。
- ジョン・キーガン『ドイツ装甲軍団 グデーリアン将軍の戦車電撃戦』サンケイ新聞社出版局〈第二次世界大戦ブックス82〉、1980年。
- ロバート・J・マドックス『すでに第一次米ソ戦争はあった―知られざるシベリアの戦い』日本工業新聞社〈大手町ブックス〉、1982年。
- 『第2次大戦事典 ① 日誌・年表』ピーター・ヤング編、原書房、1984年12月。ISBN 4-562-01522-5。

千早正隆と共訳。全2巻、②は「兵器・人名」で監修
- フリードリヒ・ルーゲ[5]『ノルマンディのロンメル』朝日ソノラマ〈ソノラマ文庫 航空戦史シリーズ〉、1985年12月。ISBN 4-257-17064-6。
- ヤヌツ・ピカルキヴィッツ『クルスク大戦車戦』朝日ソノラマ〈ソノラマ文庫 新戦史シリーズ〉、1989年3月。ISBN 4-257-17214-2。

### 論文、雑誌
- 「第二次世界大戦におけるVT信管について（1）」『日本兵器工業会会誌』第104巻、日本兵器工業会、1956年12月、3-13頁。
- 「第二次世界大戦におけるVT信管について（2）」『日本兵器工業会会誌』第105巻、日本兵器工業会、1957年1月、18-26頁。
- 「第二次世界大戦におけるVT信管について（3）」『日本兵器工業会会誌』第106巻、日本兵器工業会、1957年2月、6-14頁。